# 胡忠大廈
胡忠大廈為灣仔區一幢寫字樓，位於香港灣仔皇后大道東213號，樓高38層，於1988年4月奠基，1991年6月建成，由合和實業發展，雲麥郭揚建築師設計，鄰近合和中心。大廈以合和實業主席胡應湘的父親胡忠命名。

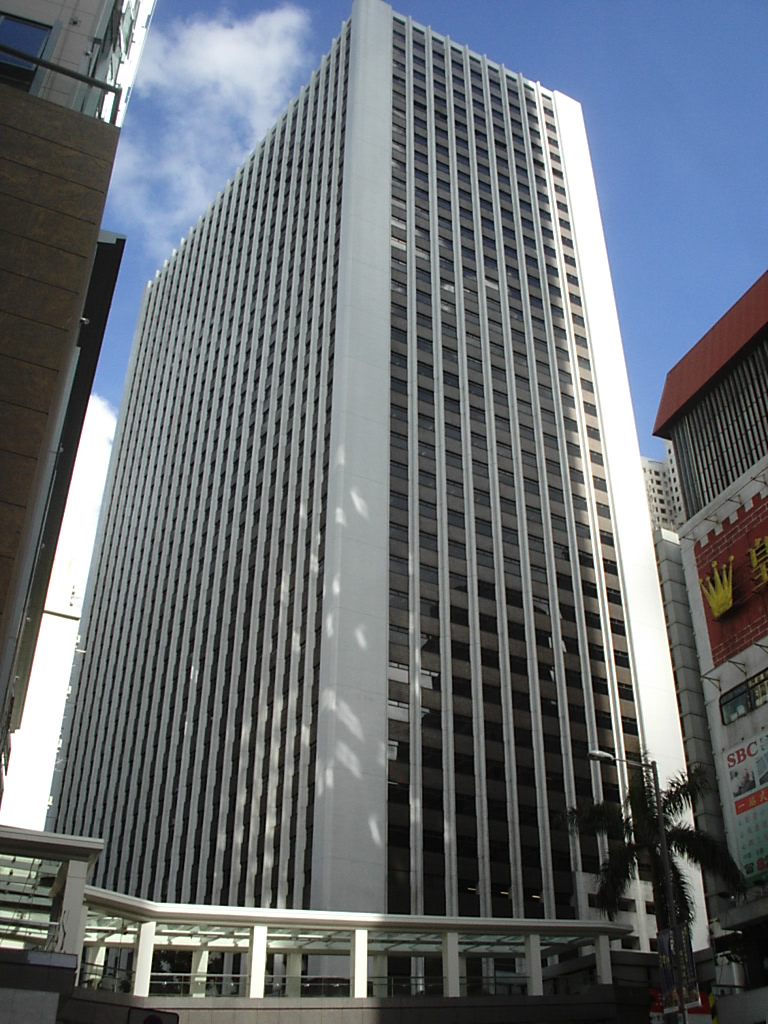
胡忠大廈

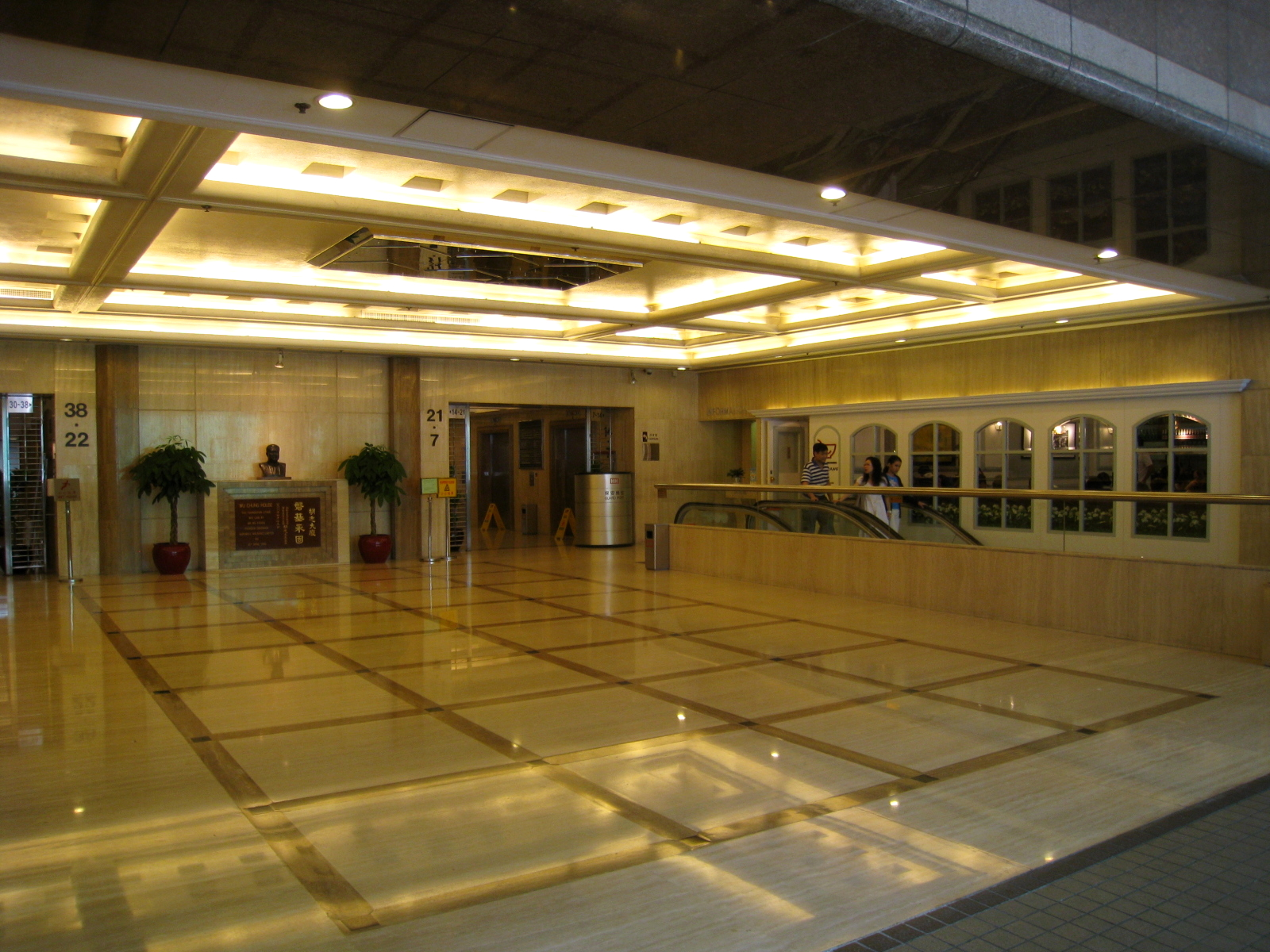
胡忠大廈平台大堂

2008年財政司司長曾俊華在財政預算案中披露，研究將所有灣仔區內的政府大樓搬遷至啟德、將軍澳等地，同時審視包括胡忠大廈的政府辦事處用量，以騰出土地將改為商業用途，預計於2015年第二季正式分階段搬遷。2016年12月14日紀惠集團以約4.23億元購入灣仔胡忠大廈32樓全層，物業面積約29,198方呎，呎價約1.5萬元，創該廈呎價新高。

## 歷史
胡忠大厦原址前身是包括「濟公活佛堂」的多個迪龍里物業、及山邊里、皇后大道東等多個物業，70年代被拆，改建成胡忠大厦，濟公活佛聖像搬遷至上環太平山街廣福義祠內供奉。
而在大廈興建前，政府與合和達成協議，以1.52億元購入部分樓層，共26,000平方米樓面作政府及法定機構辦事處。

## 大樓資料
| 大樓樓高38層，內有多個政府部門及機構的辦事處，包括： - 香港郵政灣仔郵政局及派遞局（2樓） - 社會福利署（7-9樓及23樓） - 教育局（9（部份）、11–16及23樓） - 香港醫務委員會（17樓） - 入境事務處、衞生署、食物環境衞生署聯合辦事處（死亡登記、火葬或土葬申請） — 入境事務處港島死亡登記處、衞生署火葬許可證辦事處（香港）、食環署灣仔火葬預訂辦事處（18樓） - 衛生署（17、21、32及37樓） - 通訊事務管理局（20、25、26、29及36樓（部份）） - 知識產權署（24及25樓） - 香港浸會大學持續教育學院灣仔教學中心（26樓） （页面存档备份，存于） - 香港會計師公會辦事處（27及37樓） - 香港貿易發展局（30及31樓） - 華人永遠墳場管理委員會、華人廟宇委員會（34樓） | 大樓內亦有私營機構的辦事處，包括： - 銘德律師事務所（Minter Ellison）（32樓3201-09及3217-18室） - 呂元祥建築師事務所 （33樓） |

## 圖集

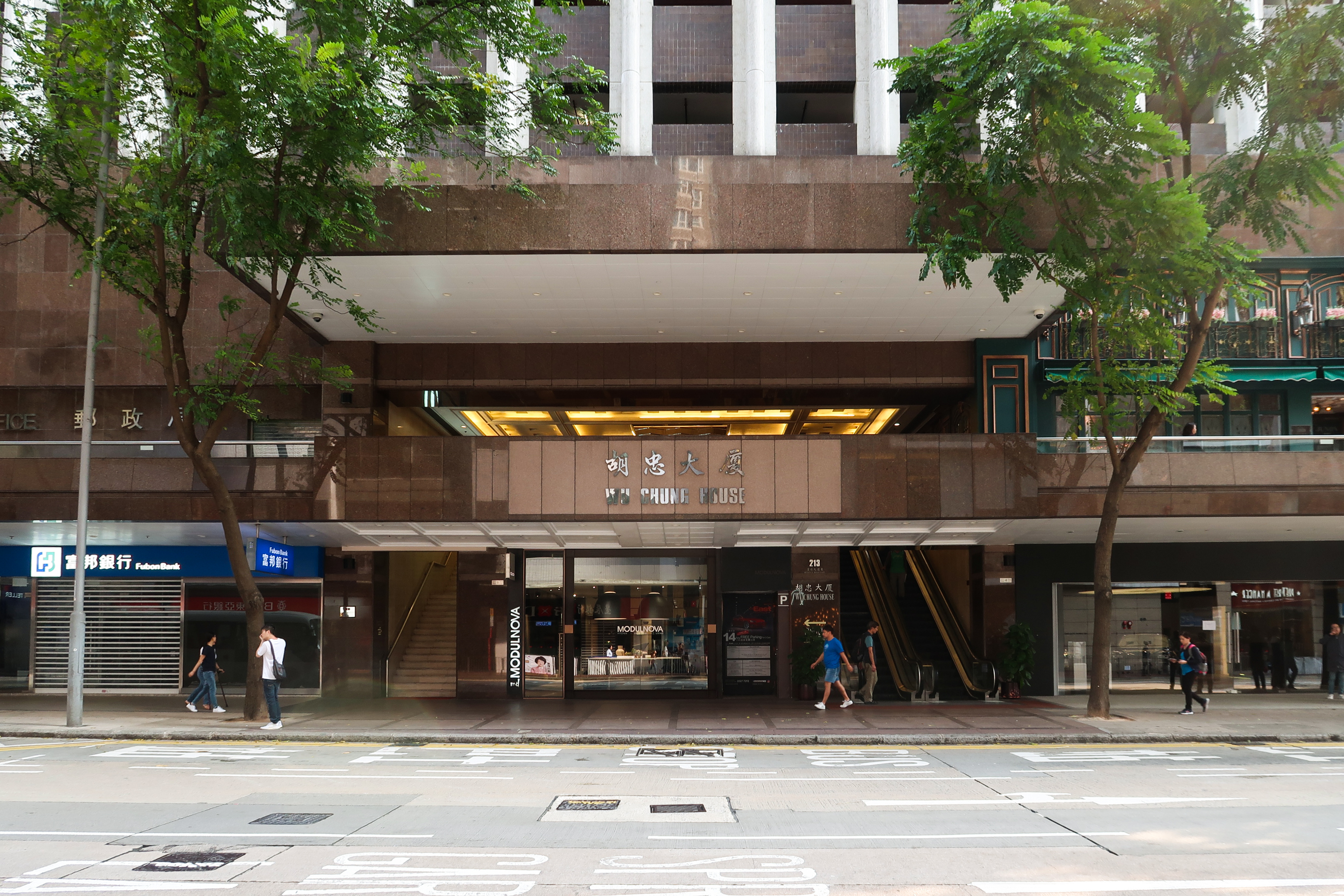
胡忠大廈地下入口
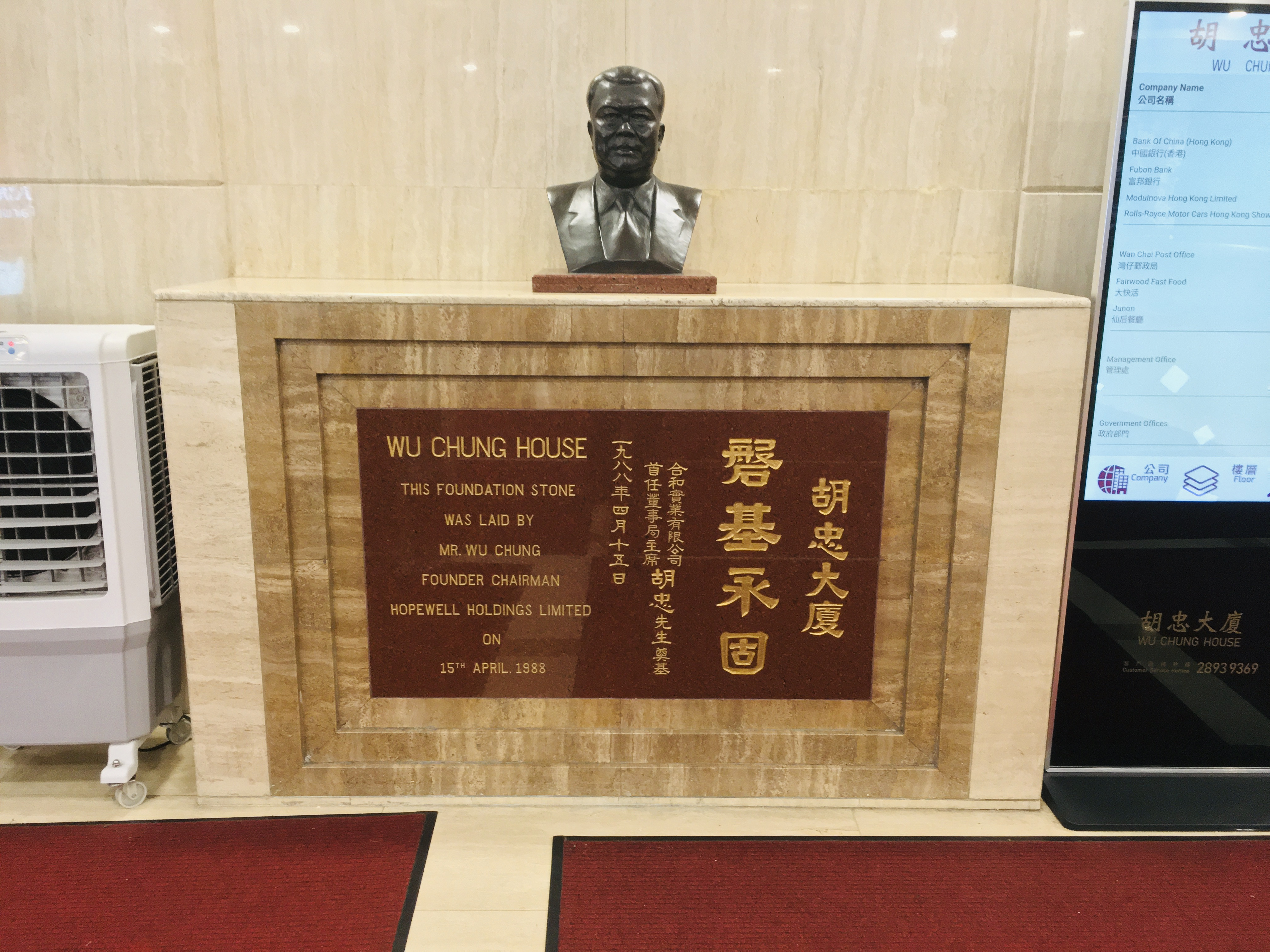
胡忠大廈一樓大堂內的奠基石內文，其上是胡忠的頭像
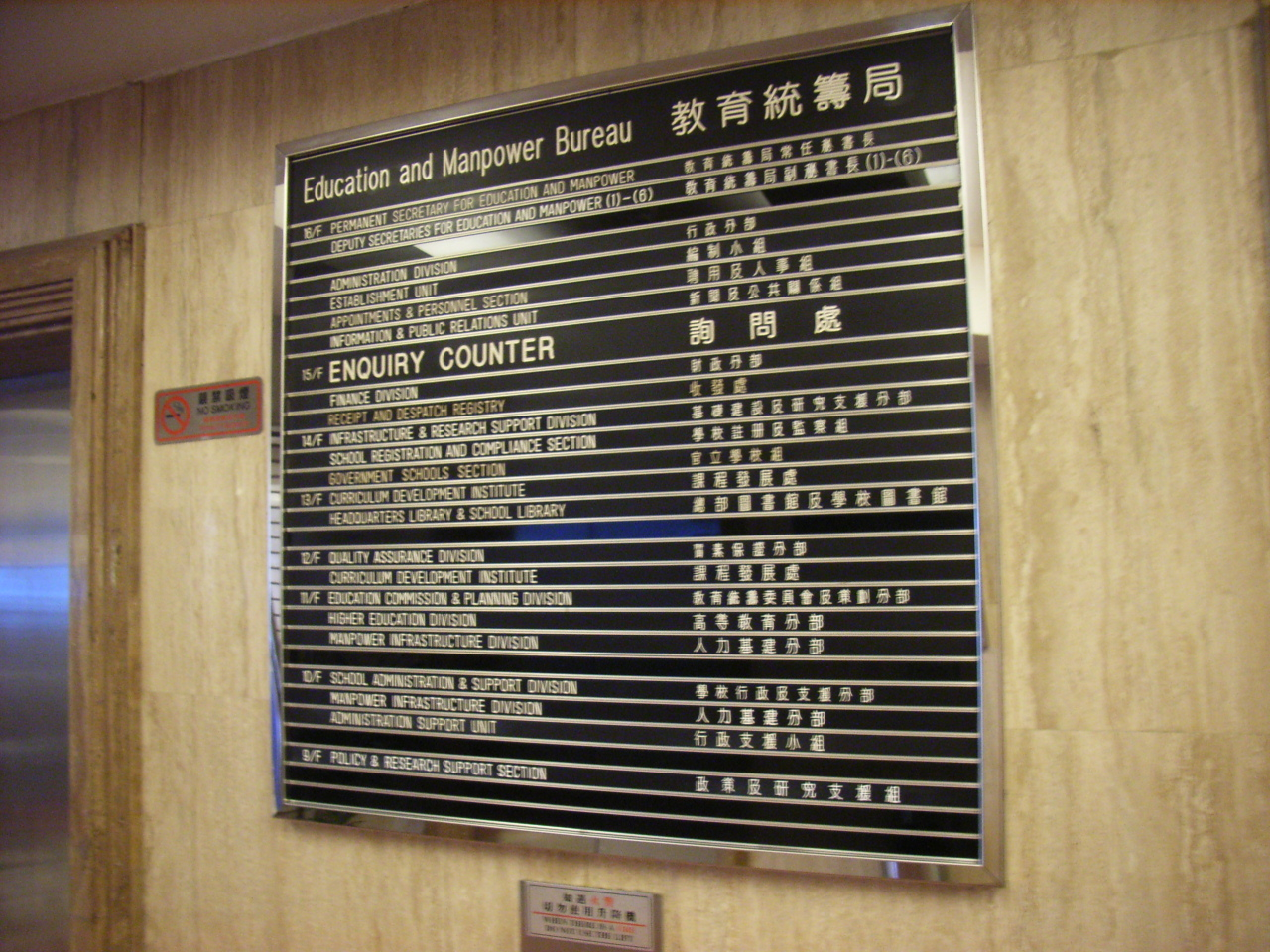
胡忠大廈的水牌之一
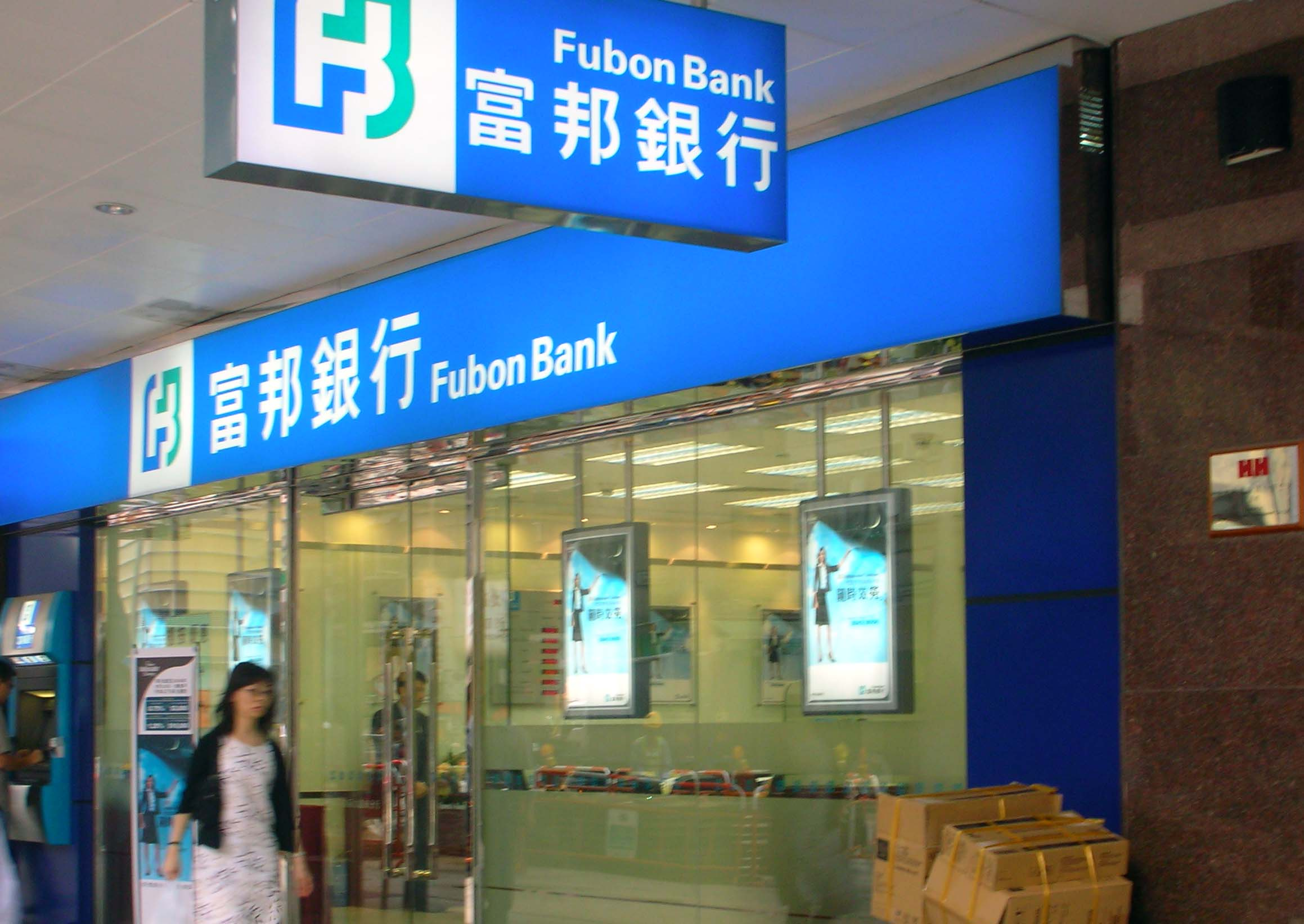
胡忠大廈下的富邦銀行分行
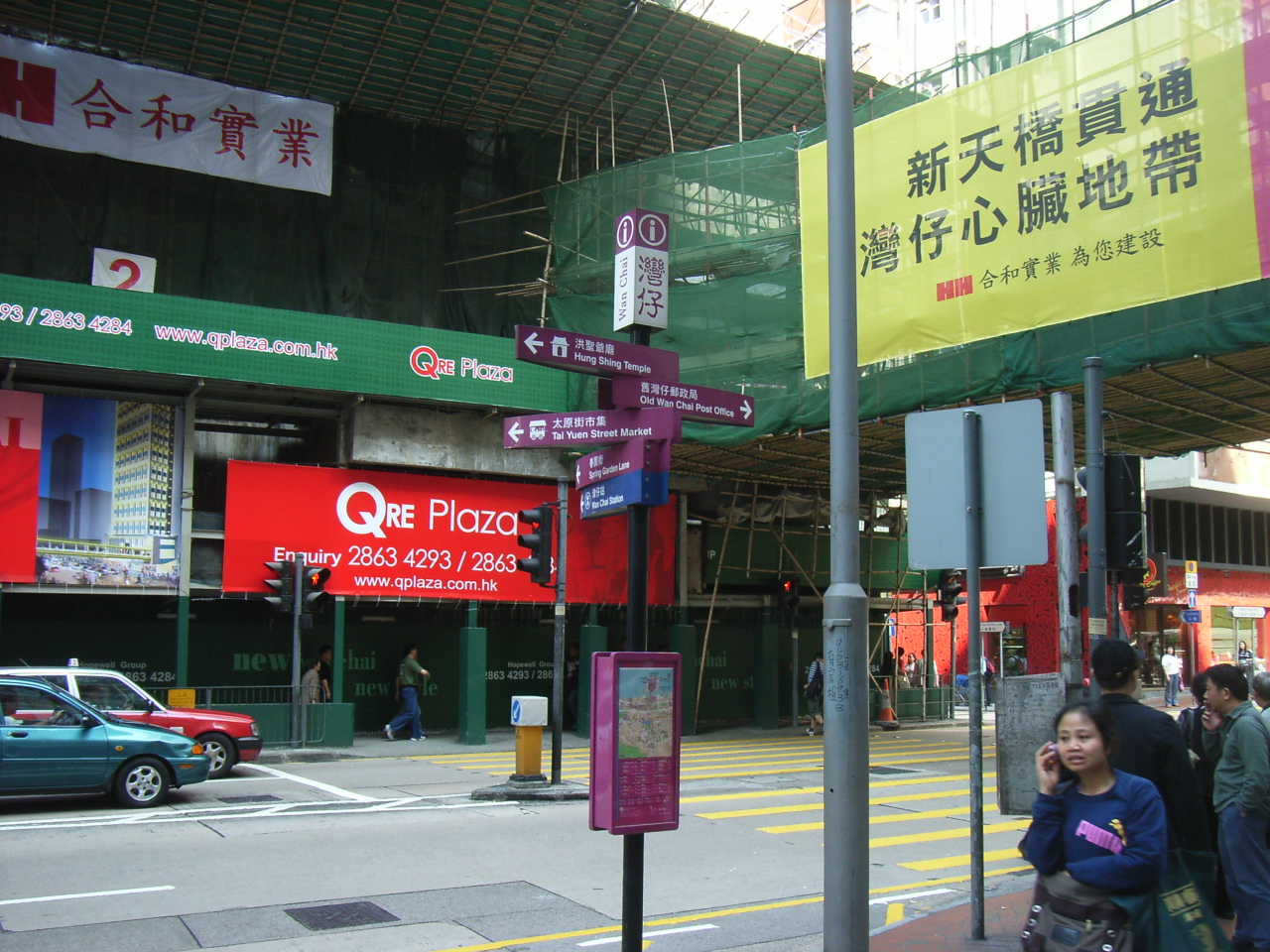
2007年3月的胡忠大廈的交通燈行人設施

## 行人天橋爭議

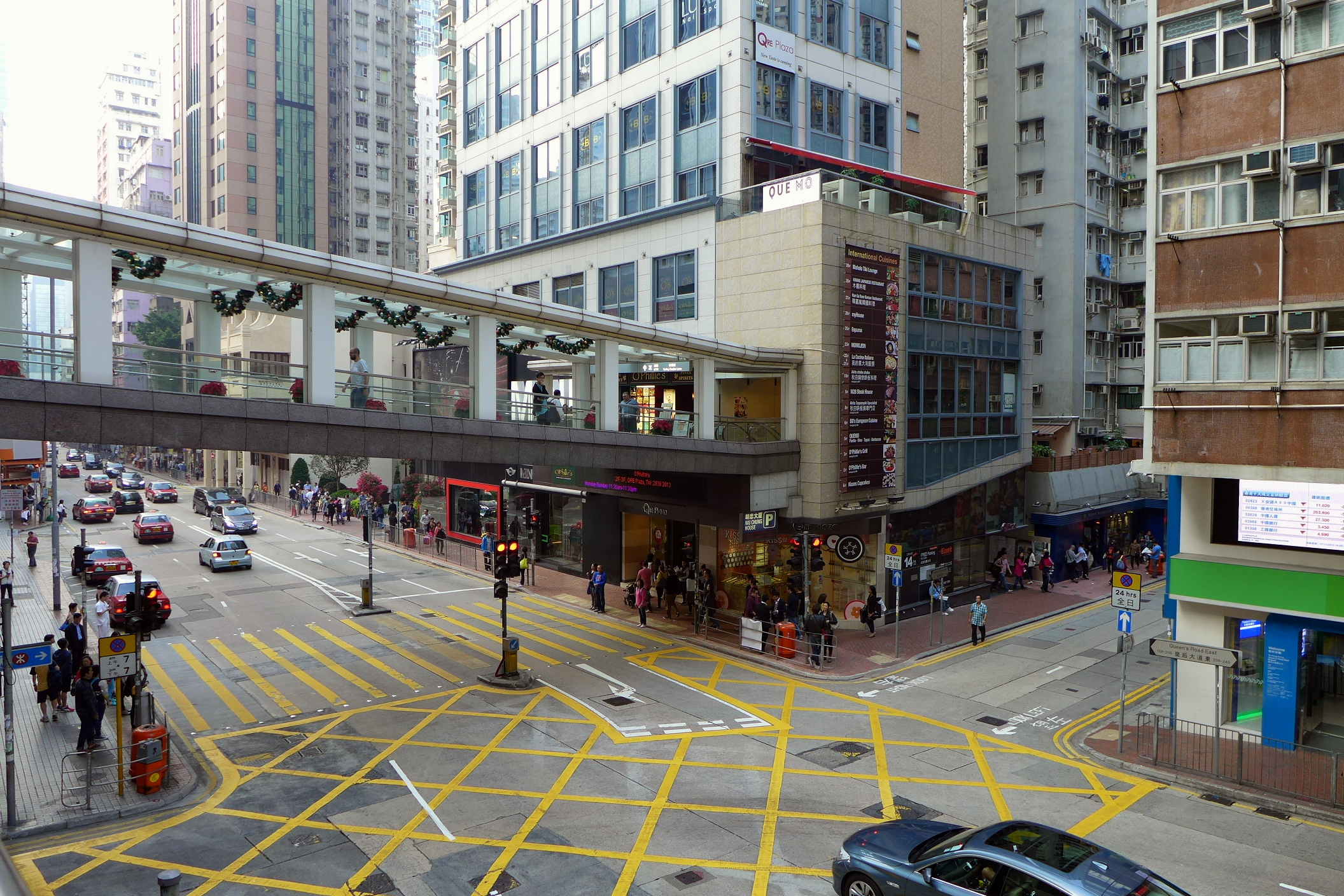
引起爭議的是此天橋，由胡忠大廈平台通往春園街。發展商合和實業於2008年完工。

香港立法會議員梁家傑曾於2005年4月20日及5月4日所舉行的立法會會議上，質詢時任房屋及規劃地政局局長孫明揚，指胡忠大廈的土地契約及上列明發展商須興建連接合和中心及 QRE Plaza（橫跨皇后大道東）之行人天橋，並於政府將 Mega Tower（合和中心二期）之地段移交大廈發展商後的12個月內完成。但 Mega Tower 計劃遲遲末能落實，梁家傑問及發展商可否單方面決定終止或暫停與政府商討上述酒店發展計劃的換地安排；天橋的興建又會否隨大廈發展商的決定而終止或延遲。
孫明揚回應時指，發展商要待大型酒店發展的換地安排完成後，才須興建行人天橋。而且，有關興建行人天橋之建議一事並非由政府提議，而是發展商為了配合其物業發展所提出。故此，當有關的換地協議末落實之前，發展商並不需興建橫跨皇后大道東之行人天橋。而行人天橋最終於2008年完成興建。

## 外部連結
- 立法會三題：胡忠大廈的土地契約（2005年4月20日） （页面存档备份，存于）
- 立法會八題：胡忠大廈（2005年5月4日） （页面存档备份，存于）